# 김준하 (1930년)
김준하(金準河, 1930년 3월 6일 ~ 2017년 1월 16일)는 대한민국의 정치인, 기업인, 교육자, 언론인이다. 제2공화국 당시 윤보선 대통령의 공보비서관 겸 청와대 대변인을 역임하였고, 3공화국 당시 야당 지도자였던 윤보선의 비서관이었으며, 윤보선 하야 이후에도 공보비서로 활동했다. 강원일보 사장 등을 역임했다. 본관은 경주(慶州).
동아일보사에 입사해 기자로 활동했다. 동아일보 정치부 기자로 발령받아 정치현장을 출입하며 취재하였으며, 1950년대의 국군 보급품 탈취 사건과 1960년 3.15 부정선거를 취재하여 폭로하였다. 1960년 4·19혁명 후 1960년 5월 민주당 철원군지구당 위원장을 거쳐, 제2공화국 출범 후 입각, 청와대 대변인으로 옮겨 윤보선 대통령이 하야할 때까지 19개월 동안 청와대에서 근무하였다. 1962년 3월 윤보선의 하야 이후 그는 군사정권의 집요한 감시를 받았다.
1963년 5대 대통령선거와 1967년 6대 대통령 선거 기간 중에는 윤보선 대통령 후보자 선거캠프의 공보비서관이었다. 언론 활동으로는 동아일보 기자, 동양통신 조사부장, 심사부장, 강원일보사 사장 등을 역임했다. 1971년 고려대학교 강사를 거쳐 국회부의장 김진만의 비서관(1급 상당)과 부의장 비서실장이 되고 이후 김진만의 측근으로 활동했다. 1979년 동부고속 사장, 1992년 강원일보 사장 등을 지냈다. 이후 동아일보 퇴사직원 모임인 동우회 등에서 활약하였다. 2017년에 낙상사고 로 사망하였다

## 생애

### 수학, 기자 활동
배재고등학교를 졸업하고 고려대학교 정치학과에 입학했다. 1954년 고려대학교 정치학과를 졸업하였고, 1970년 일본 동경대학교 대학원 사회학과를 수료하였다. 1953년 고려대학교 정외과 재학 중에 동아일보에 입사하여 수습기자가 되었다. 1954년부터 동아일보 정치부 기자로 활동하였다. 1954년 사병들에게 지급되어야 할 국군 담요 수만여 장이 사라진 것을 취재, 폭로하였다.
1960년 3.15 부정선거를 취재하여 보도하였고 3.15 부정선거 지령문을 입수하여 보도했다가, 전라북도 김제, 옥구, 군산 일대로 피신하여 낚시 등으로 소일하다가 제1공화국이 붕괴되자 동아일보 기자로 복귀하고 한번에 2호봉을 특진하였다. 1960년 5월 5대 국회의원 총선거 무렵 그는 민주당 전원위원회에서 강원도 철원군 제5대 민의원 후보로 공천되어 출마하였으나 7.29 선거에서 낙선하였다.

### 정치 활동
1960년 11월 27일 민주당 강원도철원군지구당 주비대회에서, 강원도 철원군지구당 위원장에 선출되었다.
1960년 9월 윤보선 대통령 공보담당 비서관 겸 청와대 대변인이 되었다. 1960년 10월 8일 대통령 자문회의가 구성되자 그는 자문회의 간사직을 겸임하였다. 1961년 5월 16일 5.16 군사 쿠데타 당시 그는 윤승구 비서관, 김남 비서관 등 청와대 비서관들과 함께 국군의 각 군 사령부에 파견, 동태를 파악하고 되돌아왔다. 1962년 3월 22일 윤보선 대통령이 하야하자 다른 비서관들과 함께 사직서를 제출했으나 군사정권에서 공무원 복무규정을 들어 처벌하겠다 하고, 비서관 전원의 사직서를 반려하였다. 이후 윤보선 정권의 비리를 수사한다고 하였으나 윤보선의 비리혐의를 찾을 수 없자 그의 사직서를 수리하였다.
1962년 4월 17일 청와대 비서관에서 의원면직했다. 윤보선이 청와대를 떠난 3월 22일 이후에도 청와대에 있다가 윤보선의 제의로 계속 윤보선의 비서로 활동했다. 1964년 1월 4일 당시에는 윤보선의 공보비서로 재직 중이었다.
1963년 3월 22일 서울 종로구 백조그릴호텔에서 열린 3.22 민주구국선언식에 참여하였다. 1963년 5월 20일 민정당 상무위원에 선임됐다. 1963년 제5대 대통령 선거 당시 윤보선 대통령 후보자 공보보좌역으로 활동했다. 11월 4일 민정당 선전부 차장이 되었다. 12월 30일 민정당 공보부장이 되었다. 1964년 대일굴욕외교 반대투쟁범국민위원회에 참가, 굴욕외교반대투쟁위 선전위원회 부의장에 선임됐다. 1964년 야당 민정당, 자민당의 합당 논의 때 민정당 측 대표로 협상에 참여, 자민당 측과 교섭했다. 1965년 3월 5일 민정당 중앙위원회에서 원외 상무위원을 선임할 때 한 사람으로 선임됐다. 뒤에 민중당에 입당했으나, 1965년 8월 21일 윤보선의 비서관 출신 김남 등과 함께 민중당을 탈당했다.
1966년 동양통신에 입사하여 이후 심사부장과 조사부장을 역임했다. 1970년 일본 도쿄 대학 대학원 사회학과를 수료했다. 귀국 후 1971년 고려대학교 정경대학 강사로 출강했다.
1973년 3월 19일 김진만 국회 부의장 1급 상당 비서관에 임명되고, 같은 날 김진만 국회부의장 비서실장이 되었다. 이후 김진만의 측근으로 활동했다.

### 기업인 활동
이후 우풍화학 감사가 되었다가 1977년 3월 우풍화학 대표이사 사장이 되고, 1978년 2월 주식회사 동부고속 대표이사 사장을 겸직, 1981년 동부보험대행 사장, 1982년 동부관광 사장, 1984년 주식회사 동부 총괄사장 등을 역임했다.
1982년 서울시씨름협회 회장이었다. 1985년 동부건재 사장, 1986년 동협 사장을 역임했다. 동곡문화재단 이사, 강원일보사 이사 등을 역임했다.
1992년 강원일보사 대표이사 사장, 1993년 삼동그룹 회장이 되고, 그해 강원일보 고문에 선임됐다. 1994년 대한지적공사 본부 감사, 1998년 대한언론인회 이사 등을 역임했다. 1996년 대한지적공사 감사에 재선임되어 1998년까지 역임했다.

## 저서
- 《대통령과 장군 : 숙명의 대결-쿠데타에서 사상논쟁까지》 (나남출판, 2002)

## 약력
- 강원도 철원군 태생
- 1953년 동아일보사 수습기자
- 1954년 동아일보 정치부 기자
- 1960년 5월 민주당 강원도철원군지구당 위원장
- 1960년 7월 제5대 국회의원 총선거에 강원도 철원군 지역구 민의원 후보로 출마하였으나 낙선
- 1960년 9월 대통령 공보비서관 겸 청와대 대변인
- 1963년 제5대 대통령선거 윤보선 대통령후보 공보보좌역
- 1966년 동양통신사 기획심사부장
- 동양통신사 조사부장
- 1967년 제6대 대통령선거 윤보선 대통령후보 공보보좌역
- 1971년 고려대학교 정치경제학부 강사
- 1976년 우풍화학 대표이사 사장
- 1978년 ~ 1984년 동부고속 사장
- 1979년 주식회사 한국자갈공영사 사장
- 1981년 동부보험대행 사장
- 1982년 동부관광 사장
- 1984년 주식회사 동부 총괄사장
- 1985년 동부건재 사장
- 1986년 동협 대표이사 사장
- 동곡문화재단 이사
- 1992년 강원일보사 대표이사 사장
- 1993년 삼동그룹 회장
- 1993년 강원일보사 고문
- 1993년 대한지적공사 감사
- 1996년 ~ 1998년 대한지적공사 감사 연임
- 2000년 ~ 대한언론인회 이사
- 2000년 2월 ~ 2002년 2월 대한언론인회 자격심사위원회 위원장

## 가족 관계
- 부인 : 이재덕
  - 2남 1녀
- 동생 : 김경하(金慶河)[21]

## 수상 경력
- 서울언론인클럽 원로 언론인 특별상(2014년 12월)

## 기타
윤보선이 5·16 군사 정변에 협력했다는 설이 나돌자 2002년 그는 "5·16과 관련해 왜곡 조작된 역사적 사실을 바로잡기 위해 회고록을 펴내게 됐다"며 취지를 밝히고, 회고록을 편찬했다. 그에 의하면
쿠데타 바로 다음날 대통령 친서를 이한림 1군사령관과 민기식 2군단장, 최석 5군단장에게 전달하기 위해 전방부대를 방문했었다. 전방에 가보니 상명하복이 생명인 군대 내부가 이미 엉망이었다. 이한림 장군은 쿠데타 세력을 비난하며 예하 부대를 걱정하지 말라고 큰소리쳤지만 1군사령부 직속인 민기식 군단장은 혁명 지지를 선언했고 박춘식 사단장은 민 군단장 앞에서 ‘나는 누구의 명령도 안 듣는다’고 무례하게 굴기까지 했다.

한편 5·16 군사 정변 당시 윤보선의 협력설을 반박하였다. '곁에서 지켜본 바로는 내통하거나 묵인한 일은 결코 없다”고 잘라 말했다. 그는 “국군통수권이 없었던 윤 대통령은 마셜 그린 주한 미 대사와 카터 매그루더 유엔군사령관에게 미군을 동원해줄 것을 강력히 요청하는 등 피를 흘리지 않고 사태를 수습하기 위해 애썼다”고 덧붙였다. 김씨는“정치군인들의 치밀한 사전계획과 장면 정권의 무능과 분열 때문에 쿠데타 세력이 집권에 성공했다' 고 증언하였다. 또 그는 일부 '혁신세력이 주도한 야간 데모 등 사회적 혼란, 물가 폭등과 경제 파탄, 공무원들의 복지부동의 태도 등이 쿠데타의 빌미가 됐다'는 것이다. 한편 그는 5·16을 쿠테타 라고 정의 하였다.
그와 동명이인이며 한문이름도 같은 김준하가 동아일보 기자로 있었다. 동명이인 김준하는 그보다 한 시대 앞선 1930년대에 동아일보 풍기지국에서 근무했다.

## 같이 보기
- 동아일보
- 동부고속
- 제2공화국
- 제3공화국
- 5·16 군사 정변
- 윤보선
- 김도연
- 조종호
- 장준하
- 장면
- 장도영
- 박정희

## 참고 자료
- 김준하, 《대통령과 장군:윤보선 대 박정희》 (나남출판, 2002)
- 윤보선, 《외로운 선택의 나날들:윤보선회고록》 (동아일보사, 1991)
- 장면, 《한알의 밀이 죽지 않고는》 (가톨릭출판사, 1967)
- 장면, 《한알의 밀이 죽지 않고는》 (증보판, 가톨릭출판사, 1999)
- 강준만, 《한국현대사산책:1960년대판 1》 (인물과사상사, 2006)
- 심지연, 《장면, 윤보선, 박정희(1960년대 초 주요 정치지도자 연구)》(백산서당, 2001)
- 정대철, 《장면은 왜 수녀원에 숨어 있었나》 (동아일보사, 1997)